# Ezio Jazbec
Ezio Jazbec, slovenski učitelj in novinar, * 31. oktober 1920, Trst, † 9. november 1975, Koper.  

## Življenjepis
Jazbec je  končal učiteljišče v Trstu in nato od leta 1940 do 1942 služboval v tržaški okolici. Po kapitulaciji Italije 1943 se je pridružil NOB, bil ujet in interniranv Nemčijo. Po osvoboditvi je bil do leta 1950 ponovno učitelj v Trstu in drugih krajih Primorske, nazadnje v Kopru. Od leta 1950 do 1956 je bil urednik tednika italijanske narodnostne skupnosti La nostra lotta v Kopru. Nato je do 1975 delal na Radiu Koper, kjer je bil med drugim urednik kulturno-prosvetne in literarne redakcije govorneg programa v italijanščini, ter pomočnik direktorja.